# Caso Marea

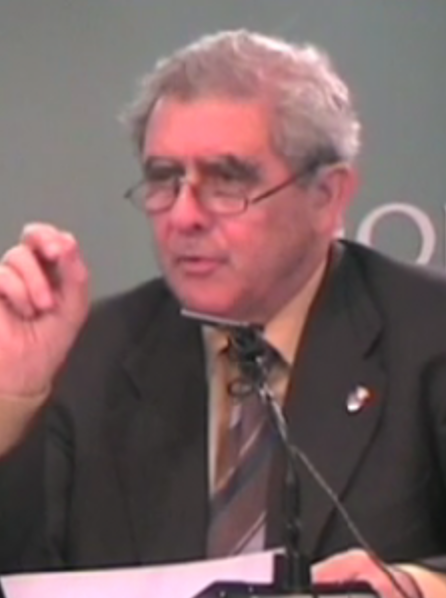
José Luis Iglesias Riopedre, consejero de Educación y Ciencia del Principado de Asturias, uno de los principales implicados en el caso Marea

El «caso Marea» fue un caso de corrupción política en Asturias, surgido en torno a Marta Renedo Avilés, funcionaria cuyas iniciales forman el acrónimo que dio nombre a la investigación. Saltó a la luz a principios de 2010, con la adjudicación de contratos irregulares por parte de Renedo. El caso adquirió mayor relevancia, implicando también a José Luis Iglesias Riopedre, consejero de Educación y Ciencia del Principado de Asturias.
El juicio posterior implicó a empresarios y políticos socialistas asturianos de primer nivel, siendo uno de los mayores casos de corrupción de Asturias. El grueso de las acusaciones consistía en la adjudicación arbitraria y sin concurso de contratos a empresas privadas, especialmente Igrafo y Almacenes Pumarín.
El juicio comienza en abril de 2016, y terminaría en septiembre de 2017 con sentencia condenatoria para ocho de los trece encausados.Los condenados presentarían un recurso ante el Tribunal Supremo, que se resolvería en 2019. Quedaría absuelto Ernesto Iglesias, hijo del consejero José Luis Iglesias. Posteriormente, ya en 2023, la Audiencia Provincial de Oviedo confirmaría que tres de los condenados deberían devolver un total de 2,1 millones de euros al Principado de Asturias.

## Inicio del caso y antecedentes
El 3 de febrero de 2010, una ciudadana se presenta en la comisaría de Policía Nacional en Gijón. Denuncia que alguien ha suplantado su identidad para abrir y gestionar una cuenta bancaria con casi 100.000 euros. El caso estalla, precisamente, cuando Hacienda contacta con varios particulares para investigar sobre el nivel de ingresos que tienen, que no cuadra con su situación laboral. La denunciante aporta varios nombres de personas implicadas en su denuncia. En esta lista, se encuentra el nombre de Marta Renedo Avilés.
Marta Renedo es una funcionaria que había ocupado cargos de relevancia en el gobierno asturiano desde 1999. En aquel momento, era Jefa de Servicios Administrativos de la Consejería de Administraciones Públicas.No formaba parte del PSOE.Mantenía, sin embargo, una estrecha relación con Ana Rosa Migoya, una dirigente socialista que ejercía entonces de Consejera de Administraciones Públicas, así como de portavoz del gobierno.
Ante los indicios de irregularidad, la jueza Ana López Pandiella, al cargo del caso, abrió una investigación con escuchas telefónicas. Se terminó revelando una trama de cuentas secretas que Marta Renedo empleaba para ocultar comisiones que cobraba por adjudicaciones vinculadas al área de Educación. Para ello, utilizó datos a los que tenía acceso por su cargo, incluyendo el DNI de particulares. Entre otras personas suplantadas, fue llamativo el caso de Severina Blanco, una mujer paralítica de 96 años que recibía una pensión por discapacidad de 450 euros mensuales.  
Además de las comisiones, Marta Renedo falsificaba la firma de su superior, el director general José Alberto Pérez Cueto, para adjudicar contratos de cuantía inferior a 18.000 euros a la firma ImplansMounts S. L., empresa que estaba a su nombre. Llegó a adjudicar más de 600.000 euros a su propia empresa. Se sabe que empleó las tarjetas de débito para mantener un alto nivel de vida: comprar un piso, viajes y compras de ropa, especialmente, zapatos de lujo en la Calle Uría.
Dos semanas después de que se produzca la denuncia, el 17 de febrero, la consejera Ana Rosa Migoya decide la suspensión provisional de Marta Renedo, tras un expediente disciplinario. Alega que fue una respuesta inmediata y contundente, a pesar del tiempo transcurrido.

## Investigación (2010-2015)
La investigación lleva a la Policía a localizar otros contratos menores sospechosos, no sólo en la Consejería de Administraciones Públicas, sino también en la Consejería de Educación, dirigida por José Luis Riopedre. El mencionado consejero dimite por problemas de salud en agosto, argumentando que padece diabetes. Al mismo tiempo, se jubila su número 2, María Jesús Otero, implicada también en la investigación. Esto sucede antes de que la Policía detuviese a los implicados.
Dos empresas privadas aparecen como grandes beneficiadas de los contratos en la Consejería de Educación: Igrafo y Almacenes Pumarín. Los responsables de estas empresas, junto con Otero, Rioprede y Marta Renedo, fueron detenidos en enero de 2011, dando lugar al inicio del caso públicamente.
Al exconsejero Riopedre se le acusa de prevaricación, cohecho, tráfico de influencias, fraude y negociaciones prohibidas.Preguntado por su relación con el director general de Igrafo, reconoció tener una relación personal, pero no laboral. Se defendió, inicialmente, argumentando que «los poderes para los contratos menores los había delegado». María Jesús Otero, vinculada con el exconsejero profesionalmente desde 1987, fue acusada de cohecho, tráfico de influencias, fraudes y exacciones legales y negociaciones prohibidas para funcionarios.
La investigación pasó a manos de Juan Ángel Sorando en abril, debido al traslado del juicio a Oviedo, lugar donde se habrían cometido la mayoría de delitos.
Hasta 50 funcionarios de la Administración regional crearon o bien participaron en empresas que «recibían subvenciones o contratos del Principado de Asturias». Además, otras 80 empresas, que también recibían dinero del Principado, tenían como titular (o socio) a un familiar de un funcionario. También había 40 empresas de funcionarios que contratan con proveedores del Principado. El caso más habitual, sin embargo, con 151, era que las empresas de familiares de funcionarios tuvieran relaciones contractuales con estos proveedores. Es decir: el dinero circulaba desde el Principado al proveedor (adjudicado irregularmente), y de este al funcionario o familiar.
Por su parte, la Junta General del Principado de Asturias constituyó una Comisión Especial de investigación, presidida por Ignacio Prendes. Su objetivo era la depuración de responsabilidades políticas. En sus conclusiones, dicha Comisión destacó tres hechos que considera comprobados: 1 La existencia de un fallo en los instrumentos de control que ha permitido actuaciones que habría que calificar de irregulares en beneficio propio e individualizadas 2. La existencia de una trama de intereses en su actuación con determinadas empresas privadas en el ámbito de la Consejería de Educación y 3. La actuación poco diligente por parte de los responsables políticos una vez que son conocidos datos ciertos que apuntan a la posible comisión de irregularidades en el ámbito de la contratación de sus departamentos.
En noviembre de 2013, el juez Sorando da por concluida la fase de sumario, con un total de cuarenta imputados. La causa sufriría un retraso, debido al recurso que presentó Marta Renedo en 2015. Solicitó ante el Tribunal Supremo que su proceso se lleve al margen del de Iglesias Riopedre y que sea un Tribunal del Jurado quien dictamine su presunta culpabilidad. La Audiencia Provincial rechazó la petición. El Supremo lo ratifica en el mes de noviembre y da luz verde a la apertura de juicio oral.

## Juicio (2016-2017)
El juicio comenzaría en 2016 en la Audiencia Provincial de Asturias, con trece procesados en el banquillo. Declararon cerca de 180 testigos a lo largo de cuatro meses. Las pruebas más destacadas en medios de comunicación fueron las grabaciones sonoras, más de ochenta conversaciones que serían clave para el juicio. Quedaría visto para sentencia en julio de 2016
La sentencia se publicó un año después, en septiembre de 2017. La Audiencia Provincial de Oviedo emite una sentencia condenatoria para 8 de los 13 acusados, sumando un total de 40 años. La condenas más elevadas en el ámbito político serían para José Luis Iglesias Riopedre y su número dos en el departamento, María Jesús Otero, a los que se impuso seis y nueve años y medio años de cárcel, respectivamente. Por su parte, «la mayor pena impuesta a los empresarios corresponde a los gerentes de Igrafo, Víctor Manuel Muñiz, y Almacenes Pumarín, Alfonso Carlos Sánchez, que deberán cumplir cada uno seis años y medio de prisión por los delitos de falsedad en documento oficial en concurso medial con malversación de caudales públicos y de cohecho».